# 雅各布·施耐特尔
雅各布·施耐特尔（Jakob Schnaitter，1999年7月20日—），德国男子网球运动员，目前主攻双打。截至2024年11月，他在ATP挑战巡回赛和ITF男子世界网球巡回赛上分别有4个和10个双打冠军，大部分和同胞马克·瓦尔纳一起获得，他还有一个ITF男子单打冠军。
瓦尔纳目前为阿蘇薩太平洋大學打大学网球，之前代表维克森林大学打球，
2024年他搭档马克·瓦尔纳在慕尼黑2024年BMW网球公开赛上参加了双打比赛，这是他首次在ATP巡回赛正赛亮相，他们还获得了2024年汉堡网球公开赛递补参赛资格和2024年摩泽尔网球公开赛的双打正赛外卡。他们在2024年阿拉木图网球公开赛双打比赛中进入了四强，这是他们首次进入巡回赛四强。